# تپه یان یرلار
تپه یان یرلار مربوط به اوائل دوران‌های تاریخی پس از اسلام است و در شهرستان بوئین‌زهرا، بخش آوج، روستای چوبینه واقع شده و این اثر در تاریخ ۱۹ اسفند ۱۳۸۰ با شمارهٔ ثبت ۴۹۳۲ به‌عنوان یکی از آثار ملی ایران به ثبت رسیده است.